# Bartosz Kurek
Bartosz Kamil Kurek (* 29. srpna 1988, Valbřich) je polský volejbalista. V současnosti hraje za japonský klub Wolfdogs Nagoya.
S polskou volejbalovou reprezentací vyhrál mistrovství světa v roce 2018, mistrovství Evropy roku 2009 a světovou ligu v roce 2012. Má též stříbro ze světového poháru roku 2011. Na klubové úrovni jsou jeho největším úspěchem stříbro v Lize mistrů (2011/12) a dvě stříbra na mistrovství světa klubů (2009, 2010), vše s klubem PGE Skra Bełchatów. Roku 2018 byl vyhlášen polským sportovcem roku (v anketě deníku Przegląd Sportowy), jako první volejbalista v historii této ankety.  Ve stejném roce byl Evropskou volejbalovou konfederací vyhlášen nejlepším volejbalistou Evropy. Je nositelem Řádu znovuzrozeného Polska (2009, 2018).